# Wasstraat

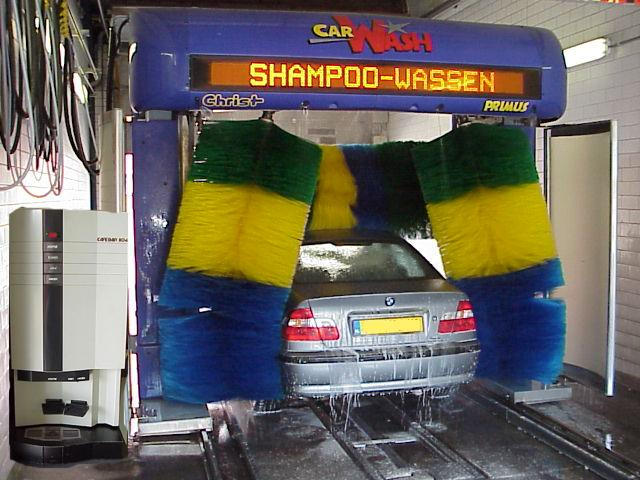
Programma shampoo+wassen

Een wasstraat of carwash is een mechanische, meestal computergestuurde, installatie om de buitenzijde van voertuigen, bijvoorbeeld personenwagens, vrachtauto's of treinen te reinigen.

## Benaming

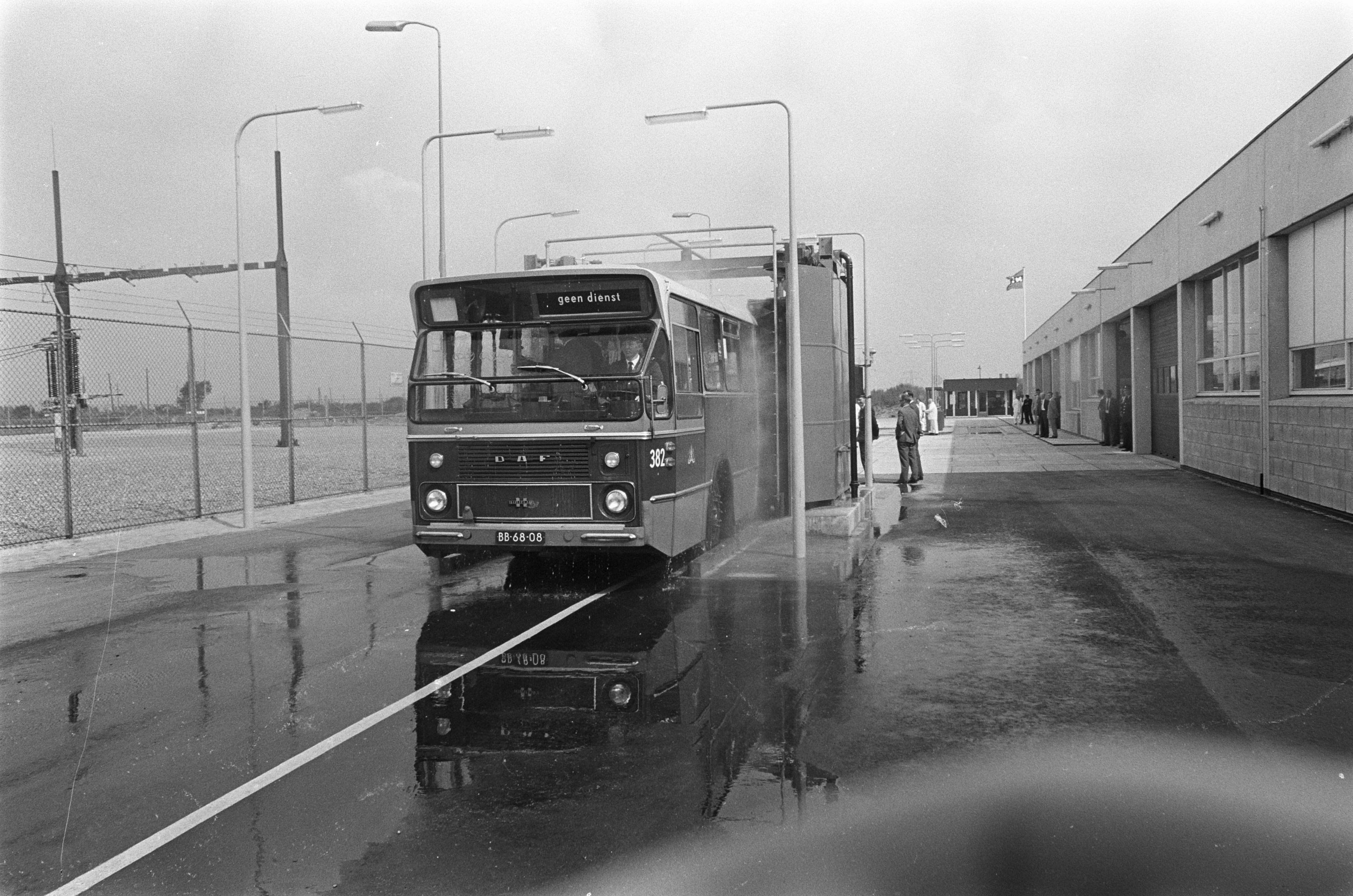
Wasstraat busgarage Amsterdam in 1968

Er zijn verschillende soorten wasstraten, sommige worden ten onrechte zo genoemd en behoren eigenlijk wasruimte genoemd te worden. Alleen als een voertuig daadwerkelijk er aan de voorkant in kan rijden en aan de achterkant er weer uit, kan gesproken worden van een echte wasstraat. In de volksmond wordt onder 'wasstraat' een mechanische inrichting voor het automatisch, uitwendig reinigen van auto's, bedrijfswagens, vrachtwagens, bussen en railgebonden voertuigen zoals trams en treinen verstaan. Technisch zijn er echter grote verschillen.

## Inrichting
De wasinrichting kan bestaan uit de volgende onderdelen:
- Een geleiderail om het voertuig op de juiste plaats onder de machine te plaatsen
- Rode en groene signaallampen om aan te geven of het voertuig al dan niet ver genoeg de wasstraat is ingereden, of een wielvanger voor de juiste positie van het voertuig
- Een automaat om een pasje of wasmuntje in te doen, waardoor de computer het vooraf gekozen programma opstart, of een "Ticket terminal" waar men vanaf een bonnetje een code intoetst om het wasprogramma te starten
- Een hogedrukspuit om eventueel voorwerk te doen
- Een sensor die de contouren van het voertuig aftast ter aansturing van onder andere de borstels
- Een sproei-installatie voor het benodigde water
- Een installatie bestaande uit een aantal, meestal drie, grote roterende borstels met heel lange 'haren' om de carrosserie te reinigen
- Twee roterende speciale borstels om de wielen (velgen) te reinigen
- Een sproei-installatie voor de was
- Een droger om de carrosserie te drogen
- Soms nog een gewone emmer met borsteltje om het ergste vuil alvast lost te weken
- Een afvalwaterzuiveringsinstallatie/afscheider voor het hergebruiken van water

## Wasprogramma's
Er zijn diverse wasprogramma's, variërend in prijs, waaruit men kan kiezen, bijvoorbeeld:
- shampoowassen en wielwassen
- voorwassen, shampoowassen, wielwassen en drogen
- voorwassen, shampoowassen, wielwassen, onderkant wassen en drogen
- voorwassen, shampoowassen, wielwassen, hotwaxen, onderkant wassen en drogen

## Soorten installaties
De installaties kunnen naargelang het gebruikte criterium onderverdeeld worden in verschillende types.

### Indeling volgens mate van automatisatie

#### Self car wash
Het eenvoudigste type wasstraat is een plek waar de gebruiker zelf de auto dient te wassen, maar daarvoor wel apparatuur ter beschikking krijgt gesteld. Deze bestaat doorgaans uit een schuimlans, een borstel en een watersproeier. Veelal worden verschillende functies in eenzelfde sproeier gecombineerd. Deze machines werken doorgaans met muntjes of jetons; per muntje kunnen de apparaten enkele minuten actief worden gesteld. Vaak is een "self car wash" voorzien van stofzuigers waarmee de binnenkant van de auto schoongemaakt kan worden en is een mattenklopper aanwezig voor de automatten.

#### Geautomatiseerd

##### Roll-over
Een roll-over, die vaak bij benzinepompen gevonden kan worden is een zelfbedieningswasstraat waar men zelf de auto in kan plaatsen. Na het invoeren van een kaart of code wordt de auto gewassen. Om een goed resultaat te behalen dienen dode vliegen en vogelpoep handmatig verwijderd te worden. Ook dienen indien nodig de antennes van de autoradio te worden verwijderd voordat de auto in de wasstraat wordt geplaatst. 

##### Wasstraat
Deze wasstraten zijn gebaseerd op een Amerikaans concept waardoor er door de ketting die in deze wasstraat zit meerdere voertuigen tegelijkertijd gewassen kunnen worden, de capaciteit is daarmee ook veel malen hoger dan bij een roll-over-installatie. Over het algemeen is het wasresultaat van een kettingbaan-wasstraat beter dan van een roll-over. Dit is wel afhankelijk van een aantal factoren; de installatie, het borstelmateriaal, de gebruikte chemie, de staat van onderhoud van de wasstraat en de voorreiniging van het voertuig. Deze wasstraten zijn vaak te vinden op bedrijventerreinen.

### Indeling volgens gereinigd voertuig
De meeste wasstraten zijn bedoeld voor personenwagens (inclusief volume- en terreinwagens) en bestelwagens. Er bestaan echter ook installaties voor vrachtwagens, bussen en treinen.

### Indeling volgens borsteltype
Om de wagen te reinigen, kan men meerdere autowasmethodes gebruiken.
- Ronddraaiende borstels (de draairichting verschilt per producent van carwashsystemen)
- Mitters (lappen of stroken die van voor naar achter of van links naar rechts bewegen)
- Touchless (aanrakingsloos)

Er zijn verschillende materialen met ieder voor- en nadelen.

#### Polyethyleen (PE)
Wordt meestal in roll-overs gebruikt, maar is minder populair omdat de haren van deze borstels een plastic laagje op de auto achterlaten. Dit laagje lijkt op een kras, maar kan eenvoudig weggepoetst worden. Omdat vaak gedacht wordt dat PE-borstels krasjes achterlaten, is dit borsteltype minder populair bij consumenten. PE-borstels hebben als voordeel dat ze licht zijn, een goed wasresultaat afgeven en een lange levensduur hebben.

#### Textiel
Dit type borstel kende in de jaren '10 van de 21ste eeuw een zekere polulariteit. Er kan een onderscheid gemaakt worden tussen wastextiel, droogtextiel en poetstextiel.
Wastextiel wordt tegenwoordig veel toegepast in wasstraten met een kettingbaan. Roll-over-systemen zijn meestal niet geschikt voor dit type textiel omdat borstels van textiel veel water opnemen, waardoor ze te zwaar worden voor de machine. Bij wasstraten met een kettingbaan is dit geen probleem omdat de borstelportalen hier op een vaste plaats staan, waardoor meer gewicht gedragen kan worden. Er zijn een aantal fabrikanten die wastextiel vervaardigden. De kwaliteit wisselt per fabrikant. Over het algemeen geeft wastextiel een goed wasresultaat.
Droogtextiel wordt alleen gebruikt in wasstraten met een kettingbaan. De portalen met droogtextiel staan vrijwel altijd na de blazers die de auto droogblazen. Vroeger werden er vaak meerdere blazers ingezet om de auto goed droog te krijgen. Tegenwoordig (in Europa) wordt vaker gekozen voor droogtextiel in combinatie met één portaal blazers. Ook hier zijn verschillende fabrikanten actief die droogtextiel vervaardigen en ook in dit geval wisselt de kwaliteit per fabrikant.
Poetstextiel wordt steeds vaker gebruikt omdat poetsstraten in opkomst zijn. Dit textiel zorgt ervoor dat de auto mechanisch gepoetst wordt, vaak door een poetsstraat met kettingbaan. Poetstextiel wordt droog gebruikt.

#### Foam
Dit materiaal is licht en zacht en neemt geen water op. Daardoor kan dit materiaal ook gebruikt worden in roll-over-systemen. Foam geeft een wat minder goed wasresultaat als polyethyleen of textiel, maar heeft als voordeel dat het een zeer lange levensduur heeft.

#### Combinaties
Tegenwoordig worden er ook combinaties gemaakt met verschillende soorten wasmateriaal. Er is nog te weinig bekend over de resultaten hiervan.
Touchless wassen is voor de Nederlandse vervuiling (road-film) niet geschikt. In Amerika is een ander soort vervuiling (dust) die op deze wijze goed te verwijderen is. Daar is 'touchless' wassen populair.

### Wasstraat en milieu
In Nederland is het op straat wassen van auto's soms verboden door de gemeente. Dit is het geval als de straat bijvoorbeeld niet afwatert op de riolering en het vervuilde water vervolgens direct de grond insijpelt of in het oppervlaktewater terechtkomt. Zeker in grondwaterbeschermingsgebied of waterwingebied, is het belangrijk dat er geen schadelijke stoffen in het milieu terechtkomen. In zo'n geval kan de wasstraat uitkomst bieden. Daar wordt bij het wassen echter wel veel leidingwater gebruikt.
In een doe-het-zelfwasbox verbruikt men per wasbeurt gemiddeld 75 liter water. Het watergebruik is in een wasstraat met een roll-over-installatie waarin de stilstaande auto wordt gewassen door de machine is een stuk hoger: gemiddeld 200-220 liter per wasbeurt.
In een wasstraat met tractiesysteem waarbij de auto door de verschillende 'kamers' van de wasstraat rolt, ligt het watergebruik nog hoger: gemiddeld 350 liter water per wasbeurt.
In Nederland rijden circa 7 miljoen auto's. Gemiddeld wordt een auto 10 keer per jaar gewassen. Samen worden er in Nederland dus 70 miljoen wasbeurten uitgevoerd. Een groot deel van die wasbeurten vindt plaats in een wasstraat. Vanuit milieuoverwegingen is het dus verstandig efficiënt om te gaan met het waswater.
Steeds meer wasstraten hergebruiken daarom het waswater. Sinds 1996 bestaat er in Nederland zelfs een milieukeurmerk voor de wasinstallaties. Het keurmerk geeft aan dat de installatie een beperkte hoeveelheid water en energie gebruikt. (Bron: Waterkrant, april 2008)

## Eerste wasstraat
In Rijswijk werd in 1965 nabij winkelcentrum In de Bogaard voor Nederland de allereerste volautomatische wasstraat voor personenauto's geïnstalleerd.

## Externe bronnen
- BBRV Keurmerk verantwoord wassen en reinigen België
- Vakblad Carwash brance
- Automatten schoonmaken
- Autowas tips ANWB